# エミッヒ・ツー・ライニンゲン
エミッヒ・エドゥアルト・カール・ツー・ライニンゲン（Emich Eduard Carl Fürst zu Leiningen, 1866年1月18日 - 1939年7月18日）は、ドイツのシュタンデスヘル。ライニンゲン侯。

## 生涯
ライニンゲン侯エルンストとその妻でバーデン大公レオポルトの次女のマリーの間の長男。出生時、父が英国海軍に勤務する関係で両親はイギリスで生活しており、大叔母ヴィクトリア英国女王の所有する離宮の1つ、ワイト島のオズボーン・ハウスで生まれた。ライニンゲン侯家は代々福音派信徒だった。母方の祖母がホルシュタイン＝ゴットルプ家出身だったため、潜在的なスウェーデン王位請求権者の1人でもあった。
ウンターフランケン、ヘッセン、バーデン諸地方の大土地所有者の跡取りであり、1904年父の死と同時にバイエルン参議院、ヘッセン大公国邦議会第1院、バーデン大公国邦議会第1院の議席を受け継いだ。プロイセン王国陸軍第18師団司令部付き陸軍中佐の肩書を持っていたが、名誉的な職務（à la suite）であった。ただし第1次世界大戦中は実際に従軍し、20ほどの戦闘に参加した。
ドイツ革命後に制定されたヴァイマル憲法第109条により、貴族の特権は総じて否定され、長子相続制を基盤とするシュタンデスヘルの大土地所有者の家族世襲財産の維持も難しくなった。エミッヒは1925年、子孫のために一般国民に適用される民法典の規定に沿った形の相続協定を作成している。ヴァイマル共和政・ナチズム時代を通して、エミッヒは旧領地アモールバッハで慈善家として活動した。

## 家族
1894年7月12日ランゲンブルクにて、帝国領エルザス＝ロートリンゲン州総督を務めるホーエンローエ＝ランゲンブルク侯ヘルマンの次女フェオドラ（1866年 - 1932年）と結婚。夫妻は又従兄妹同士だった。間に4男1女5人の子が生まれた。
- ヴィクトリア・マリー・レオポルディーネ・エリーゼ・ゾフィー（1895年 - 1973年） - 1922年マクシミリアン・ツー・ゾルムス＝レーデルハイム（ドイツ語版）伯爵と結婚（1937年離婚）
- エミッヒ・エルンスト（1896年 - 1918年） - 侯世子、第1次世界大戦で戦死
- フリードリヒ・カール・フェルディナント・ヘルマン（1898年 - 1946年） - ライニンゲン侯家家長、1925年ロシア大公女マリヤ・キリロヴナと結婚
- ヘルマン・ヴィクトル・マクシミリアン（ドイツ語版）（1901年 - 1971年） - 1938年伯爵令嬢イレーネ・ツー・シェーンボルン＝ヴィーゼントハイトと結婚
- ヘッソ・レオポルト・ハインリヒ（1903年 - 1967年） - 1933年伯爵令嬢マリー・ルイーゼ・フォン・ネッセルローデと結婚

## 引用
1. ↑  Fürstenfolge des Hauses Leiningen
2. ↑  Haus Leiningen im Online Gotha von Paul Theroff